# Anaïs Prosaïc
Anaïs Prosaïc, née en 1950, est une journaliste indépendante critique de rock, vidéaste et documentariste française spécialisée en musique.

## Biographie
Après des études de philosophie[réf. souhaitée] et un séjour en Californie dont elle revient en 1983  Anaïs Prosaïc travaille en tant que critique de rock pour la presse et de la radio (Rock & Folk, Radio Nova, France Culture, Radio Suisse Romande et Italienne). Dotée d'une bonne connaissance des labels indépendants, elle rédige en 1985 le chapitre correspondant dans L'année du rock 1984.
Elle participe à deux émissions phares de la télévision des années 1990 : 
- Megamix (1989-1994), produit par Martin Meissonnier pour La Sept/Arte.
- L'Œil du cyclone[3] (1994-1999) - Programmes Courts/Canal+.

Elle est particulièrement connue pour ses documentaires biographiques sur des interprètes et musiciens français et américains, dont Marc Ribot, Patti Smith, Éliane Radigue, Alain Bashung. Elle est par ailleurs l'autrice de films sur Cesaria Evora, et d'autres courants qualifiés d'ethniques , comme Mahmoud Ahmed et ses influences croisées avec le groupe de jazz américain Either/Orchestra ou le poids des artistes arabes, kabyles et berbères dans l'histoire des scopitones.

## Documentaires
- Réalisations de portraits documentaires pour la série Music Planet d'Arte : Cesária Évora, morna blues (1996), Patti Smith, l'océan des possibles (1997), Neneh Cherry, carnet de route (1998), Enrico l'Andalou (2001)
- Canal+ : Bashung Express (2000).
- Mezzo/Arte : Marc Ribot, The Lost String/La corde perdue (2003)[8],[9],[10].
- Concerts filmés de la série Freedom Now pour La Huit Production/Mezzo/Arte (2000-2008) : Los Cubanos Postizos (2002), Dave Douglas Septet (2003), Trio Sylvie Courvoisier (2004), Marc Ribot's Spiritual Unity (2005).
- "Ethiogroove" avec le chanteur éthiopien Mahmoud Ahmed et le big band américain Either/Orchestra (2006)[6].
- "Collisions - LHC 2008" : chronique de la plus grande expérience scientifique de tous les temps (La Huit/CEA/CNRS) avec Ursula Bassler.
- « Etienne Klein, libido sciendi » (2009) avec Ursula Bassler (La Huit/CEA/CNRS)
- « Eliane Radigue, l’écoute virtuose/Virtuoso Listening »[11] (2011) (La Huit)
- « Tobie Nathan ou les lois de l’hospitalité » (2013) (La Huit)